# Gran Premio de los Países Bajos de Motociclismo de 1992
El Gran Premio de los Países Bajos de Motociclismo de 1992 fue la octava prueba de la temporada 1992 del Campeonato Mundial de Motociclismo. El Gran Premio se disputó el 27 de junio de 1992 en el circuito de Assen.

## Resultados 500cc
Primera victoria en la categoría reina del español Àlex Crivillé, que también representó la primera victoria para un piloto español, por delante de los estadounidenses John Kocinski y del brasileño Alex Barros. Ningún cambio en la parte superior de la clasificación provisional del campeonato, dado que por diversas razones los corredores no obtuvieron puntos: el australiano Michael Doohan estuvo involucrado en un choque durante la prueba en la que sufrió lesiones graves en las piernas con riesgo de amputación. A pesar de haber evitado ese riesgo, pasó un largo período de rehabilitación que lo mantendría alejado de las carreras durante varios premios. El segundo piloto en la clasificación, el estadounidense Kevin Schwantz, se vio obligado a retirarse de la carrera, mientras que el tercero, Wayne Rainey, ni siquiera estaba presente debido a las lesiones sufridas durante la carrera anterior.
| 1        | Àlex Crivillé       | Campsa Honda Team                 | Honda         | 42:00.424  | 20 |
| 2        | John Kocinski       | Marlboro Team Roberts             | Yamaha        | +0.762     | 15 |
| 3        | Alex Barros         | Cagiva Team Agostini              | Cagiva        | +0.793     | 12 |
| 4        | Juan Garriga        | Ducados Yamaha                    | Yamaha        | +2.254     | 10 |
| 5        | Randy Mamola        | Budweiser Team/Global Motorsports | Yamaha        | +34.006    | 8  |
| 6        | Miguel Duhamel      | Yamaha Motor Banco                | Yamaha        | +39.944    | 6  |
| 7        | Niall Mackenzie     | Yamaha Motor Banco                | Yamaha        | +40.415    | 4  |
| 8        | Corrado Catalano    | KCS International                 | ROC Yamaha    | +43.589    | 3  |
| 9        | Eddie Laycock       | Milla Racing                      | Yamaha        | +44.048    | 2  |
| 10       | Kevin Mitchell      | MBM Racing                        | Harris Yamaha | +1:00.115  | 1  |
| 11       | Michael Rudroff     | Rallye Sport                      | Harris Yamaha | +1:21.785  |    |
| 12       | Cees Doorakkers     | HEK Racing Team                   | Harris Yamaha | +1:27.838  |    |
| 13       | Toshiyuki Arakaki   | Team ROC Banco                    | ROC Yamaha    | +1:33.764  |    |
| 14       | Simon Buckmaster    | Padgett's Motorcycles             | Harris Yamaha | +1:34.999  |    |
| 15       | Thierry Crine       | Ville de Paris                    | ROC Yamaha    | +1:34.265  |    |
| 16       | Serge David         | Team ROC Banco                    | ROC Yamaha    | +1:57.647  |    |
| 17       | Nicholas Schmassman | Uvex Racing Team                  | ROC Yamaha    | +2:03.953  |    |
| 18       | Marco Papa          | Librenti Corse                    | Librenti      | +2:17.150  |    |
| 19       | Peter Graves        | Peter Graves Racing Team          | Harris Yamaha | +1 Vuelta  |    |
| 20       | Lucio Pedercini     | Paton Grand Prix                  | Paton         | +1 Vuelta  |    |
| 21       | Josef Doppler       | Uvex Racing Team                  | ROC Yamaha    | +5 Vueltas |    |
| Ret      | Claude Arciero      | Arciero Racing Team               | ROC Yamaha    | Ret        |    |
| Ret      | Kevin Schwantz      | Lucky Strike Suzuki               | Suzuki        | Ret        |    |
| Ret      | Eddie Lawson        | Cagiva Team Agostini              | Cagiva        | Ret        |    |
| Ret      | Dominique Sarron    | Team ROC Banco                    | ROC Yamaha    | Ret        |    |
| Ret      | Doug Chandler       | Lucky Strike Suzuki               | Suzuki        | Ret        |    |
| Ret      | Andreas Leuthe      | VRP Racing Team                   | VRP           | Ret        |    |
| DNS      | Mick Doohan         | Rothmans Honda Team               | Honda         | DNS        |    |
| DNS      | Peter Goddard       | Valvoline Team WCM                | ROC Yamaha    | DNS        |    |
| DNS      | Juan López Mella    | Nivea For Men Team                | ROC Yamaha    | DNS        |    |
| DNS      | Wayne Gardner       | Rothmans Kanemoto Honda           | Honda         | DNS        |    |
| Sources: |                     |                                   |               |            |    |

## Resultados 250cc
En el cuarto de litro, el podio fue ocupado totalmente por pilots italianos. Se impuso Pierfrancesco Chili por delante de Luca Cadalora y Loris Reggiani. Esto mismos tres pilotos también lideran el ranking provisional, con Cadalora por delante de Reggiani a 52 puntos y Chili a 62.
| Pos. | Piloto                    | Moto    | Tiempo    | Pts. |
| ---- | ------------------------- | ------- | --------- | ---- |
| 1    | Pierfrancesco Chili       | Aprilia | 38.52.184 | 20   |
| 2    | Luca Cadalora             | Honda   | 38.58.858 | 15   |
| 3    | Loris Reggiani            | Aprilia | 39.06.942 | 12   |
| 4    | Alberto Puig              | Aprilia | 39.09.736 | 10   |
| 5    | Masahiro Shimizu          | Honda   | 39.10.188 | 8    |
| 6    | Jochen Schmid             | Yamaha  | 39.10.940 | 6    |
| 7    | Helmut Bradl              | Honda   | 39.11.145 | 4    |
| 8    | Loris Capirossi           | Honda   | 39.11.345 | 3    |
| 9    | Carlos Lavado             | Gilera  | 39.23.388 | 2    |
| 10   | Jurgen van den Goorbergh  | Aprilia | 39.38.759 | 1    |
| 11   | Wilco Zeelenberg          | Suzuki  | 39.38.843 |      |
| 12   | Bernard Haenggeli         | Aprilia | 39.44.563 |      |
| 13   | Bernd Kassner             | Aprilia | 39.44.828 |      |
| 14   | Harald Eckl               | Aprilia | 39.47.789 |      |
| 15   | Luis d'Antín              | Honda   | 40.02.606 |      |
| 16   | Yves Briguet              | Honda   | 40.02.879 |      |
| 17   | Frédéric Protat           | Aprilia | 40.18.103 |      |
| 18   | Jean Pierre Jeandat       | Honda   | 40.23.459 |      |
| 19   | Adrian Bosshard           | Honda   | 40.23.468 |      |
| 20   | Eskil Suter               | Aprilia | 40.23.832 |      |
| 21   | Michele Gallina           | Yamaha  | 40.32.497 |      |
| 22   | Erkka Korpiaho            | Aprilia | 40.34.979 |      |
| 23   | Renzo Colleoni            | Yamaha  | 40.43.274 |      |
| 24   | Fokko Kuiper              | Honda   | 1 Vuelta  |      |
| 25   | Katsuyoshi Kozono         | Honda   | 6 Vueltas |      |
| Ret  | Jean-Philippe Ruggia      | Gilera  | Ret       |      |
| Ret  | Doriano Romboni           | Honda   | Ret       |      |
| Ret  | Johnnie Boerman           | Honda   | Ret       |      |
| Ret  | Patrick van den Goorbergh | Aprilia | Ret       |      |
| Ret  | Bernard Cazade            | Honda   | Ret       |      |
| Ret  | Paolo Casoli              | Yamaha  | Ret       |      |
| Ret  | Herri Torrontegui         | Suzuki  | Ret       |      |
| Ret  | Stefan Prein              | Honda   | Ret       |      |
| Ret  | Max Biaggi                | Aprilia | Ret       |      |
| Ret  | Adi Stadler               | Honda   | Ret       |      |
| Ret  | Andreas Preining          | Aprilia | Ret       |      |

## Resultados 125cc
Como en 250, podio completamente italiano. En este caso, se impuso Ezio Gianola por delante de Fausto Gresini y Alessandro Gramigni. En la clasificación general, el primer puesto sigue estando en poder del alemán Ralf Waldmann por delante de Gianola y Gresini, los tres separados por 10 puntos.
| Pos. | Piloto               | Moto      | Tiempo    | Pts. |
| ---- | -------------------- | --------- | --------- | ---- |
| 1    | Ezio Gianola         | Honda     | 39.14.559 | 20   |
| 2    | Fausto Gresini       | Honda     | 39.15.236 | 15   |
| 3    | Alessandro Gramigni  | Aprilia   | 39.15.304 | 12   |
| 4    | Gabriele Debbia      | Honda     | 39.15.548 | 10   |
| 5    | Jorge Martínez Aspar | Honda     | 39.40.854 | 8    |
| 6    | Kazuto Sakata        | Honda     | 39.41.616 | 6    |
| 7    | Takao Shimizu        | Honda     | 39.45.382 | 4    |
| 8    | Carlos Giró          | Aprilia   | 39.49.421 | 3    |
| 9    | Ralf Waldmann        | Honda     | 39.56.624 | 2    |
| 10   | Bruno Casanova       | Aprilia   | 39.57.748 | 1    |
| 11   | Peter Öttl           | Rotax     | 40.05.958 |      |
| 12   | Oliver Petrucciani   | Honda     | 40.07.321 |      |
| 13   | Loek Bodelier        | Honda     | 40.08.529 |      |
| 14   | Hisashi Unemoto      | Honda     | 40.09.330 |      |
| 15   | Maik Stief           | Aprilia   | 40.09.536 |      |
| 16   | Arie Molenaar        | Aprilia   | 40.14.630 |      |
| 17   | Julián Miralles      | Honda     | 40.16.523 |      |
| 18   | Hans Koopman         | Honda     | 40.17.514 |      |
| 19   | Manuel Hernández     | Aprilia   | 40.27.038 |      |
| 20   | Hans Spaan           | Aprilia   | 40.45.138 |      |
| 21   | Alfred Waibel        | Honda     | 40.47.470 |      |
| 22   | Jos van Dongen       | Honda     | 40.47.724 |      |
| 23   | Giuseppe Fiorillo    | Yamaha    | 40.48.396 |      |
| 24   | Hubert Abold         | Honda     | 40.49.294 |      |
| 25   | Robin Appleyard      | Honda     | 40.49.586 |      |
| 26   | Luis Álvaro          | JJ Cobas  |           |      |
| Ret  | Nobuyuki Wakai       | Honda     | Ret       |      |
| Ret  | Peter Galvin         | Honda     | Ret       |      |
| Ret  | Garry McCoy          | Rotax     | Ret       |      |
| Ret  | Heinz Lüthi          | Honda     | Ret       |      |
| Ret  | Giovanni Palmieri    | Gazzaniga | Ret       |      |
| Ret  | Fausto Ricci         | Yamaha    | Ret       |      |
| Ret  | Antonio Sánchez      | Honda     | Ret       |      |
| Ret  | Alain Bronec         | Honda     | Ret       |      |
| Ret  | Maurizio Vitali      | Gazzaniga | Ret       |      |
| Ret  | Steve Patrickson     | Honda     | Ret       |      |
| Ret  | Kin'ya Wada          | Honda     | Ret       |      |
| DNS  | Dirk Raudies         | Honda     | DNS       |      |